# Districts de la république démocratique du Congo
Les provinces de la république démocratique du Congo étaient réparties en 26 districts jusqu'en 2015. Ceux-ci furent ensuite divisés en territoires ou communes.

## Réorganisation
La constitution de 2006 prévoit de convertir nombreux districts en provinces dans le cadre d'un programme de décentralisation. Toutefois, les progrès ont été lents.
En octobre 2007, la Ministre de la Décentralisation, Denis Kalume Numbi, a présenté un projet de loi de décentralisation à l'Assemblée Nationale. Le débat qui a suivi a donné lieu à une multitude de questions qui devaient d'abord être traitées par le bias de changements des lois connexes.
En octobre 2010 lors d'un conclave de la coalition de l'AMP au pouvoir, il a été proposé de réviser l'Article 226, qui appelle à la création de 26 provinces à partir des 11 existantes, afin de laisser plus de temps pour la transition.
En septembre 2011, le poste de "Ministre de la Décentralisation", a été aboli.

## Districts et territoires
Les provinces de Maniema, Nord-Kivu et Sud-Kivu ne sont pas divisés en districts. Ces trois provinces et tous les districts sont divisés en territoires. La plupart des provinces comprennent également les villes, divisées en communes, indépendantemment des districts. 
Les districts et les villes autres que la capitale de Kinshasa, et de leurs territoires ou les communes sont les suivantes:
| District ou ville | Type     | Province         | Province proposée | Territoires et communes                                                                                               |
| ----------------- | -------- | ---------------- | ----------------- | --- |
|                   |          | Maniema          | Maniema           | Kabambare, Kailo, Kasongo, Kibombo, Lubutu, Pangi, Punia                                                              |
|                   |          | North Kivu       | North Kivu        | Beni, Lubero, Masisi, Nyiragongo, Rutshuru, Walikale                                                                  |
|                   |          | South Kivu       | South Kivu        | Fizi, Idjwi, Kabare, Kalehe, Mwenga, Shabunda, Uvira, Walungu                                                         |
| Bandundu          | Ville    | Bandundu         | Mai-Ndombe        | Disasi, Basoko, Mayoyo                                                                                                |
| Bas-Fleuve        | District | Bas-Congo        | Kongo Central     | Lukula, Seke-Banza, Tshela                                                                                            |
| Bas-Uele          | District | Orientale        | Bas-Uele          | Aketi, Ango, Bambesa, Bondo, Buta, Gwane, Poko                                                                        |
| Beni              | Ville    | North Kivu       | North Kivu        | Beni, Bungulu, Ruwenzori, Muhekera                                                                                    |
| Boma              | Ville    | Bas-Congo        | Kongo Central     | Kabondo, Kalamu, Nzadi, Moanda Territory                                                                              |
| Bukavu            | Ville    | South Kivu       | South Kivu        | Bagira, Ibanda, Kadutu, Kasha                                                                                         |
| Butembo           | Ville    | North Kivu       | North Kivu        | Bulengera, Kimemi, Mususa, Vutamba                                                                                    |
| Cataractes        | District | Bas-Congo        | Kongo Central     | Luozi, Mbanza-Ngungu, Songololo                                                                                       |
| Équateur District | District | Équateur         | Équateur          | Basankusu, Bikoro, Bolomba, Bomongo, Ingende, Lukolela, Makanza                                                       |
| Gbadolite         | Ville    | Équateur         | Nord-Ubangi       | Gbadolite, Molegbe, Nganza                                                                                            |
| Goma              | Ville    | North Kivu       | North Kivu        | Goma, Karisimbi |
| Haut-Katanga      | District | Katanga          | Haut-Katanga      | Kambove, Kasenga, Kipushi, Mitwaba, Pweto, Sakania                                                                    |
| Haut-Lomami       | District | Katanga          | Haut-Lomami       | Bukama, Kabongo, Kamina, Kanyama, Malemba-Nkulu                                                                       |
| Haut-Uele         | District | Orientale        | Haut-Uele         | Dungu, Faradje, Niangara, Rungu, Wamba, Watsa                                                                         |
| Ituri District    | District | Orientale        | Ituri             | Aru, Djugu, Irumu, Mahagi, Mambasa                                                                                    |
| Kabinda           | District | Kasai-Oriental   | Lomami            | Gandajika, Kabinda, Kamiji, Lubao, Luilu                                                                              |
| Kananga           | Ville    | Kasai-Occidental | Lulua             | Kananga, Katoka, Lukonga, Ndesha, Nganza                                                                              |
| Kasaï             | District | Kasai-Occidental | Kasai             | Dekese, Ilebo, Kamonia, Luebo, Mweka, Tshikapa                                                                        |
| Kikwit            | Ville    | Bandundu         | Kwilu             | Kazamba, Lukemi, Lukolela, Nzida                                                                                      |
| Kindu             | Ville    | Maniema          | Maniema           | Alungili, Kasuku, Mikelenge                                                                                           |
| Kisangani         | Ville    | Orientale        | Tshopo            | Kabondo, Kisangani, Lubunga, Makiso, Mangobo, Tshopo                                                                  |
| Kolwezi           | Ville    | Katanga          | Lualaba           | Dilala, Manika |
| Kolwezi           | District | Katanga          | Lualaba           | Lubudi, Mutshatsha, Dilala, Manika                                                                                    |
| Kwango            | District | Bandundu         | Kwango            | Feshi, Kahemba, Kasongo-Lunda, Kenge, Kisandji, Popokabaka                                                            |
| Kwilu             | District | Bandundu         | Kwilu             | Bagata, Bulungu, Eolo, Gungu, Idiofa, Kalo, Kikwit, Kilembe, Mangai, Masi-Manimba, Musenge Munene, Nkara, Sedzo, Zaba |
| Likasi            | Ville    | Katanga          | Haut-Katanga      | Panda, Kikula, Likasi, Tshituru                                                                                       |
| Lualaba           | District | Katanga          | Lualaba           | Dilolo, Kapanga, Sandoa                                                                                               |
| Lubumbashi        | Ville    | Katanga          | Haut-Katanga      | Annexe, Kamalondo, Kampemba, Katuba, Kenya, Lubumbashi, Rwashi                                                        |
| Lukaya            | District | Bas-Congo        | Kongo Central     | Kasangulu, Kimvula, Madimba                                                                                           |
| Lulua             | District | Kasai-Occidental | Lulua             | Demba, Dibaya, Dimbelenge, Kazumba, Luiza                                                                             |
| Mai-Ndombe        | District | Bandundu         | Mai-Ndombe        | Bokoro, Inongo, Kiri, Kutu, Nioki, Oshwe                                                                              |
| Matadi            | Ville    | Bas-Congo        | Kongo Central     | Matadi, Nzanza, Mvuzi                                                                                                 |
| Mbandaka          | Ville    | Équateur         | Équateur          | Mbandaka, Wangata |
| Mbuji-Mayi        | Ville    | Kasai-Oriental   | Kasai-Oriental    | Bipemba, Dibindi, Diulu, Kanshi, Muya                                                                                 |
| Mongala           | District | Équateur         | Mongala           | Bumba, Bongandanga, Lisala                                                                                            |
| Mwene-Ditu        | Ville    | Kasai-Oriental   | Lomami            | Bondoyi, Musadi, Mwene-Ditu                                                                                           |
| Nord-Ubangi       | District | Équateur         | Nord-Ubangi       | Businga, Bosobolo, Mobayi-Mbongo, Yakoma                                                                              |
| Plateaux          | District | Bandundu         | Mai-Ndombe        | Bolobo, Kwamouth, Mushie, Yumbi                                                                                       |
| Sankuru           | District | Kasai-Oriental   | Sankuru           | Katako-Kombe, Kole, Lodja, Lomela, Lubefu, Lusambo                                                                    |
| Sud-Ubangi        | District | Équateur         | Sud-Ubangi        | Budjala, Gemena, Kungu, Libenge                                                                                       |
| Tanganyika        | District | Katanga          | Tanganyika        | Kabalo, Kalemie, Kongolo, Manono, Moba, Nyunzu                                                                        |
| Tshikapa          | Ville    | Kasai-Occidental | Kasai             | Dibumba I, Dibumba II, Kanzala, Mabondo, Mbumba                                                                       |
| Tshilenge         | District | Kasai-Oriental   | Kasai-Oriental    | Kabeya-Kamwanga, Katanda, Luhatahata, Miabi, Tshilenge                                                                |
| Tshopo            | District | Orientale        | Tshopo            | Bafwasende, Banalia, Basoko, Isangi, Opala, Ubundu, Yahuma                                                            |
| Tshuapa           | District | Équateur         | Tshuapa           | Befale, Boende, Bokungu, Djolu, Ikela, Monkoto                                                                        |
| Zongo             | Ville    | Équateur         | Sud-Ubangi        | Nzulu, Wango |

## Kinshasa
La ville de Kinshasa est divisée en quatre districts et 24 communes:
| District            | Communes                                                             |
| ------------------- | -------------------------------------------------------------------- |
| District De La Funa | Bandalungwa, Bumbu, Kalamu, Kasa-Vubu, Makala, Ngiri-Ngiri, Selembao |
| District De Lukunga | Barumbu, Gombe, Kinshasa, Kintambo, Lingwala, Mont Ngafula, Ngaliema |
| Mont Amba District  | Kisenso, Lemba, Limete, Matete, Ngaba                                |
| District De Tshangu | De Kimbanseke, Maluku, Masina, Ndjili, Nsele                         |